# Jamaicai angol nyelv
A jamaicai kreol nyelv (saját nevén patois) nyelvi besorolás szempontjából egy kreol nyelv, amely majdnem teljes mértékben az angol nyelven alapszik. Az angoltól elválasztó főbb tulajdonságai a nyelv alaktanában, kisebb mértékben a szókincs használatában gyökereznek. Az anyanyelvi beszélők száma 4,3 millióra tehető, túlnyomó többségük Jamaicában él. A jamaicai popkultúra hatására emberek százezrei tanulják meg a nyelvet világszerte, amiben szerepet játszik a nyelv könnyen tanulhatósága és az angollal való nagyfokú hasonlósága is.
A nyelv művelői közé tartozott Louise Bennett-Coverley folklorista, költőnő, aki szerepelt Bud Spencer és Terence Hill Kincs, ami nincs c. filmjében, Magyarországon pedig G-Ras (Komáromy Gergely) aktivista, a Riddim Colony tagja és MC Columbo (Kéri András), a Brains és az Irie Maffia énekese.

## Nyelvtana
A jamaicai patois egy angol alapú nyelv, tehát legkönnyebben azzal összehasonlítva mutatható be. Szókészlete nagy vonalakban megegyezik az angollal, de sok főként afrikai eredetű szót tartalmaz. Kisebb számban előfordulnak benne hindi, spanyol, portugál illetve francia szavak is. Hindi szó például a "ganja", ami marihuánát jelent, afrikai eredetű szó a "nyam", amelynek jelentése enni. Portugál szó a "pikney", jelentése gyerek. Sok szót használnak a standard angoltól teljesen eltérő értelemben.
| -   | Személyes névmások | Személyes névmások | Birtokos névmások | Birtokos névmások | Visszaható névmások | "be" lét-segédige ragozása |
| -   | Alanyi             | Tárgyas            | Alanyi            | Tárgyas           | Visszaható névmások | "be" lét-segédige ragozása |
| --- | ------------------ | ------------------ | ----------------- | ----------------- | ------------------- | -------------------------- |
| E/1 | mi                 | mi v. I man        | mi                | fi mi             | miself              | mi a v. deh                |
| E/2 | yuh                | yuh                | yuh               | fi yuh            | yuhself             | yuh a v. deh               |
| E/3 | im                 | im                 | im                | fi im             | imself              | im a v. deh                |
| T/1 | wi                 | wi                 | wi                | fi wi             | wiself              | wi a v. deh                |
| T/2 | unu v. yuh         | unu v. yuh         | unu v. yuh        | fi unu v. fi yuh  | unuself v. yuhself  | unu v. yuh a v. deh        |
| T/3 | dem                | dem                | dem               | fi dem            | demself             | dem a v. deh               |

Mivel a jamaicai patois nem hivatalos nyelv, nincs rögzített helyesírása, ezért a fent szereplő szavakat másképp is írhatják, pl: im: him, mi: me, wi: we, unu: unnu, onnu stb.

### Igeidőrendszer
Az igeidőrendszer is különbözik az angoltól, de nagyjából hasonló az igeidők képzése és használata.
Jelen idő:
személyes névmás alanyi alakja + ige
Mi nyam (I eat, Eszem)

Mi ron (I run, Futok)

Mi go a school (I go to school, Iskolába járok)
Jelentése megegyezik az angollal, tehát mint általánosságban tett kijelentés: szoktam enni, szoktam futni és járok iskolába.
Folyamatos jelen idő
személyes névmás alanyi alakja + be segédige megfelelően ragozott formája + ige
Mi a nyam (I am eating, Most éppen eszem)

Mi a ron (I am running, Most éppen futok)

Mi a go a school (I am going to school, Most éppen iskolába megyek)
Egy éppen zajló cselekvést ír le. A "mi" jelentése megegyezik az "I"-éval, az "a" pedig az "am"-et jelenti.
Jövő idő
személyes névmás alanyi alakja + be segédige megfelelően ragozott formája + "go" segédige + ige
Mi a go nyam (I will eat vagy I am going to eat, Enni fogok)

Mi a go ron (I will run vagy I am going to run, Futni fogok)

Mi a go go a school (I will go to school vagy I am going to go to school, Iskolába fogok menni)
Jelentése megegyezik a magyar jövő idővel. Hogyan kapcsolódik ez a standard angol formához? A "going to" jövő időt jelentő szerkezetet a hétköznapi beszédben gyakran "gonna"-nak mondják, amit szlengesebb formában főleg az afro-amerikaiak "gon"-nak ejtenek, és ezt a jamaicaiak tovább egyszerűsítették "go"-vá. Azért nem a "will" (fog) segédigével fejezik ki a jövő időt, mert az angol beszédben a "will"-t, ha valamilyen kivételes ok nem indokolja, általában "'ll"-re rövidítik (I will run = I'll run), és hanyag beszéd esetén még ez az "l" hang is könnyen lekophat, így semmi sem különbözteti meg a mondatot egy szimpla jelenidejűtől.
Múlt idő
Formailag nem kötött. Az iskolázatlan rabszolgák szájról szájra tanulták az angolt, és a múltidő-rendszerek bonyolultsága miatt a jamaicai patois-ban még ma sincs kiforrott forma ezen igeidő kifejezésére.
- Az egyik forma a jelenidőt használja múltidőként pl.:
  - Mi ron (I ran, Futottam)
- A másik forma a did segédigével képzi a múltidőt pl.:
  - Mi did ron (I ran esetleg I did run – de ez a forma már kicsit mást jelent –, Futottam)
- Az angol befejezett jelen (ami valójában egy múltidő) megfelelője is használatos, pl.:
  - Mi done ron (I have run)
 A "done" az angolban a "do" segédige befejezett jelenben használt alakja. (A "have" segédige "done"-al való helyettesítése az Egyesült Államok délkeleti térségeiben is gyakori.)
 A befejezett jelen olyan esemény kifejezésére szolgál, ami a múltban kezdődött, de nemrég végződött, vagy megtörtént, de még máskor is megtörténhet, vagy a múltban történt, de a cselekvés kihat a jelenre.
- A múltidejű tagadásra a "never" (neva) szó használatos.
  - Mi neva ron yestudey (I did not run yesterday, Tegnap nem futottam)
 A standard angolban az "I never run" mondat azt jelenti, hogy "még életemben sohasem futottam", ezzel ellentétben a jamaicaiban azt jelenti, hogy "lehet hogy szoktam futni, de múltkor vagy akkor vagy mostanában nem futottam".
  - Ez a verzió is előfordulhat: Mi nah ron… (I didn't run…, Nem futottam…)

### Egyéb sajátosságok
- A többes számot a "dem" (ők) szóval képzik, pl.:
  - gun dem (guns, fegyverek)
  - rose dem (roses, rózsák)
  - Gyal'em = Gal'em = Gal dem = Girl dem (girls, lányok)
- A "many", "much", és az "a lot of" helyett a "nuff" szót használják, pl.:
  - Wi haf nuff time (We have a lot of time, Sok időnk van)
  - Deh a nuff star dem pon di sky (There are so many stars on the sky, Oly sok csillag van az égen)
- A "let" szó helyett a "make"(mek)-et használják, pl.:
  - Mek mi see, vagy Mek I see (let me see, Hadd lássam)
  - Mek wi guh (Let us go, Menjünk)
- A "that" szót, ha tagmondat-összekötő szerepe van, a "say"(ejtsd: sze) szóval helyettesítik (seh-nek is szokták írni, valószínűleg a francia "ce" (jelentése: ez, ejtsd: sze) szóból származik, és semmi köze sincs az angol "say", mondani szóhoz).
  - Him tell mi say mi a him best friend = He told me that I am his best friend. (Azt mondta hogy én vagyok a legjobb barátja.)
  - Mi knouw seh weh a fi mi = I know that which is mine (Tudom  hogy melyik az enyém)
- Az "a" szónak (a jamaicai angolban ez kulszó) számos jelentése van, és helyzethez illően kell behelyettesíteni a megfelelőt.
  - a "be" létige összes jelenidejű alakja: "is, are, am", pl.:
    - Mi a danca = I am dancer (Táncos vagyok)
    - There a house dem = There are houses (Ott házak vannak)
    - Dis a mi friend = This is my friend (Ez itt a barátom)
    - It a nah good = It is not good (Ez nem jó)

  - az "of" szó helyett
    - One a dem = One of them (Az egyikük)
    - Mi waan a bokkle a beer. = I want a bottle of beer (Egy üveg sört kérek)

  - Az It's és a that's helyett is használják
    - A fi mi cyar (It's for me car) = It's my car (Ez az én kocsim)
    - Mi tell yuh (seh) a mi name = I Told you (that) that's my name. (Mondtam már, hogy ez a nevem)

  - Az ing-es alakot is vele képzik
    - a ron = running (futás)
    - a sleep = sleeping (alvás)
    - Him did a sleep (He did sleeping) = He was sleeping

  - az eredeti angol jelentése is megvan, tehát határozatlan névelőként is használják.
- Sok szót másképp írnak és másképp is ejtenek, mint az angolban, pl.:
  - can = cyan, cya
  - can't = cyan't, cyaan', cyaa
  - girl = gal, gyal
  - boy = bwoy (ritkán nőknek is mondják megszólításként)
  - teacher = teecha, ticha
  - dirty = dutty
  - to, for = fi
  - have = haf, hav
  - have to = haffi
  - where, what, which = weh
  - say = seh, sey
  - there = deh, dey
  - way = wey, weh
  - leave = lef
  - stay, stand = tan
  - Az "é" hangokat gyakran "e"-nek mondják, ami írásban is megjelenik: make = mek, take = tek
  - break = bruk
  - do it = dweet
  - going = gwing
  - go = guh, gah, goh
  - no = noh, nah, nuh
  - know = knuh, knuw, nuh, noh
  - a "th"-ból mindig "d" lesz = dis dat dan den stb.
  - the = di, de (mindig di-nek mondják, sohase dö-nek)
  - az "er"-ből mindig a lesz = ova, powa, ada (other)
  - work = wuk
  - worth = wut
  - nothing = nuttin, nuttn
  - because = becau, cau, cah
  - rough = ruff
  - tough = tuff
  - back = buk, buck, bak
  - írásban nem jelenik meg, de az "e" hangokat "á"-nak mondják
  - egyes mássalhangzók után ("B", "K" "G") gyakran ejtenek "J" hangot